# كاسي (فرنسا)
كاسي (
تنطق بالفرنسية: [kasi]. الأوكيتانية : كاسيس) هي بلدية تقع شرق مرسيليا في قسم بوش دو رون من إقليم ألب كوت دازور، في المنطقة التي تعرف في باسم ساحل الريفيرا الفرنسية في جنوب فرنسا. في عام 2016 كان عدد سكانها 7265 نسمة.
وهي مقصد سياحي شهير، وتشتهر بمنحدراتها (بالفرنسية: falaises) والخلجان المحمية التي تسمى كالانكويس.

## المدن التوأم
لكاسي توأمة مع:
- Burnham-on-Sea, المملكة المتحدة[7]
- بورتوفينو, إيطاليا

## مشاهير
- جان جاك بارتيليمي، (1716-1795)، مؤلف وعالم عملات، ولد في كاسي.[8]
- هنري كريميو،ممثل مسرحي وسينمائي، توفي في منزله في كاسي. تم تسمية Allée Henri Crémieux تكريماً له.
- جيروم هيل، (1905-1972)، مخرج ومُحسِن أمريكي.
- رينيه لوريش (1879-1955)، جراح متميز، توفي في كاسي. تم تسمية Avenue du Professeur René Leriche تكريماً له.[9]
- رودي ريكيوتي (مواليد 1952)، مهندس معماري تشمل أعماله متحف حضارات أوروبا والبحر المتوسط ومتحف جان كوكتو ، كان يقيم في كاسي اعتبارًا من 2012 .[10]
- جان بيير تيسير (مواليد 1940)، سياسي وأستاذ متقاعد للعلوم السياسية بجامعة إيكس أون بروفانس ، كان عمدة كاسي من 1995 إلى 2008.[11]
- ميشيل بلاتيني (مواليد 1955)، لاعب كرة قدم.[12]
- باميلا أندرسون (مواليد 1967)، ممثلة أمريكية كندية مشهورة وناشطة بارزة في حركة حقوق الحيوان.
- عادل رامي (مواليد 1985)، لاعب كرة قدم محترف مغربي فرنسي لعب كمدافع خط وسط لنادي أولمبيك مرسيليا.

## روابط خارجية
- (بالإنجليزية) مكتب السياحة في كاسي
- (بالفرنسية) مكتب سياحة كاسي
- (بالإنجليزية) موقع المدينة[وصلة مكسورة]
- (بالفرنسية) موقع المدينة
- (بالإنجليزية) هجرة الطيور في كاسي
- بعض الصور لميناء كاسي مأخوذة من طائرة ورقية معلقة على ارتفاع 130 مترًا فوق الميناء